# Szlak Górski na Bukowiec

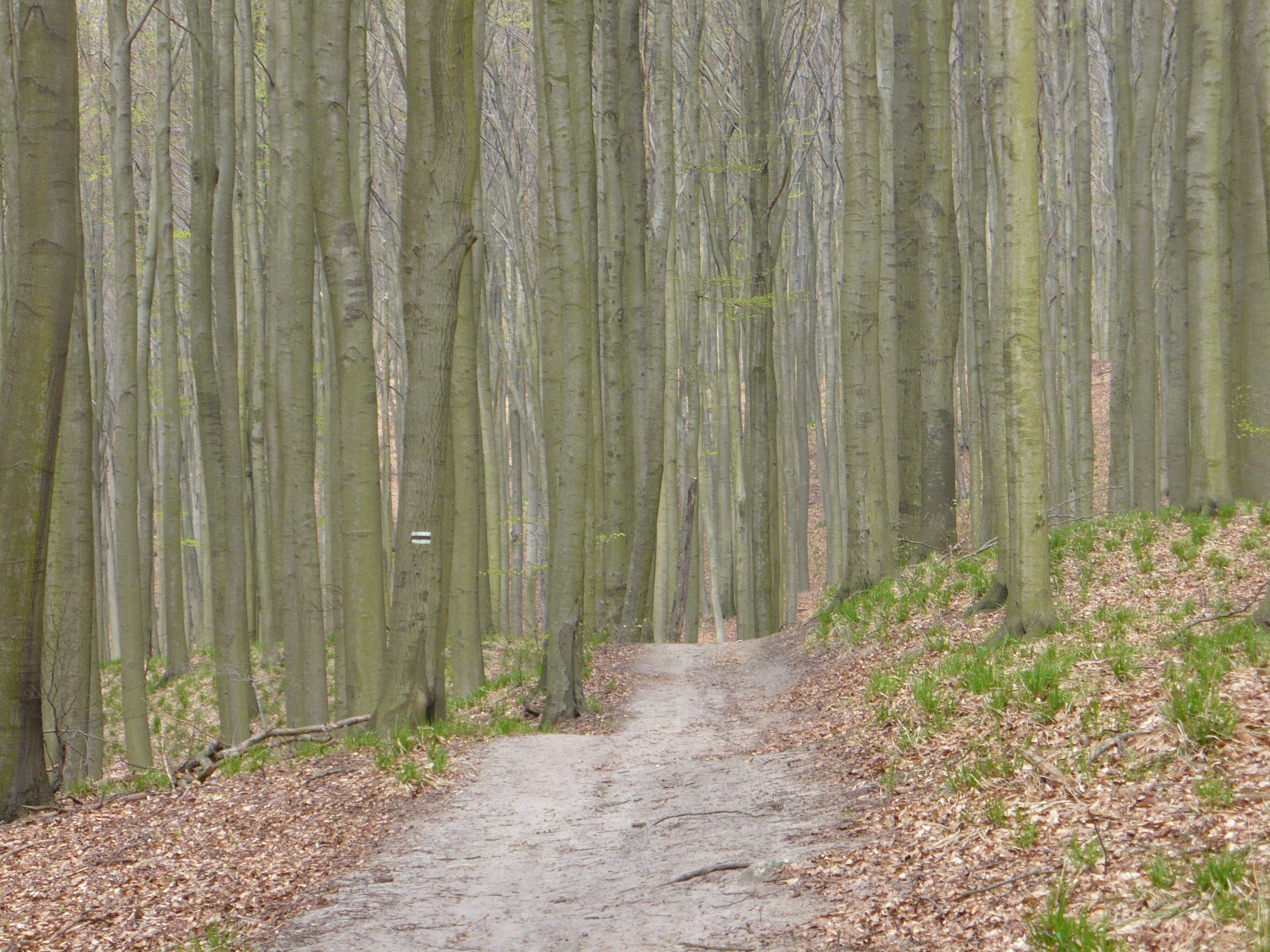
Buczyna na trasie szlaku

Szlak Górski na Bukowiec – czarny znakowany szlak turystyczny w województwie zachodniopomorskim o charakterze podmiejskim, na terenie Szczecińskiego Parku Krajobrazowego „Puszcza Bukowa”, długość szlaku 3,8 km.

## Charakterystyka
Krótki szlak o charakterze podmiejskim, rozpoczyna się wspólnie z czerwonym Szlakiem przez Słupi Głaz im. Wojciecha Lipniackiego na pętli autobusowej na osiedlu Bukowym, przy ul. Kolorowych Domów.
Szlak o długości 3,8 km prowadzi przez atrakcyjne turystycznie partie zalesionych Wzgórz Bukowych, na trasie dwa pomnikowe głazy, rezerwat przyrody oraz najwyższe wzniesienie Wzgórz Bukowych i Pobrzeża Szczecińskiego. Na swojej trasie łączy się z trzema innymi szlakami, umożliwiając różne warianty wędrówki.

## Przebieg szlaku
Kilometraż w skróconym przebiegu szlaku podano dla obu kierunków marszu:
- 0,0 km – 3,8 km - Szczecin-Bukowe (pętla autobusowa)
- 0,3 km – 3,5 km -   schronisko szkolne
- 1,0 km – 2,8 km - pomnik przyrody Głaz Grońskiego
- 2,5 km – 1,3 km -   pomnik przyrody „Młyński Kamień” (Głaz Serce)
- 3,1 km – 0,7 km -   przełęcz Siodło Zielawy
- 3,8 km – 0,0 km - Bukowiec 148,3 m n.p.m.

Przebieg szlaku został zweryfikowany według stanu z 2007.
| Odległość | Atrakcje                            | Punkt                                                                                       | Przebieg (także dojścia i uwagi)                                   |
| --------- | ----------------------------------- | ------------------------------------------------------------------------------------------- | ------------------------------------------------------------------ |
| 0,0 km    | autobus                             | Szczecin-Bukowe, pętla autobusowa, ul. Kolorowych Domów                                     | Szlak przez Słupi Głaz im. Wojciecha Lipniackiego                  |
| 0,3 km    | schronisko · park                   | Szczecin-Bukowe, ul. Kolorowych Domów (ul. Seledynowa, Krzyż Milenijny, szkolne schronisko) | Szlak przez Słupi Głaz im. Wojciecha Lipniackiego - odchodzi ulicą |
| 0,5 km    |                                     |                                                                                             | przejście pod wiaduktem autostrady                                 |
| 0,9 km    |                                     | SPK „Puszcza Bukowa”                                                                        | Szlak im. Stanisława Grońskiego                                    |
| 1,0 km    | pomnik przyrody                     | SPK „Puszcza Bukowa”, Głaz Grońskiego                                                       | Szlak im. Stanisława Grońskiego - odchodzi                         |
| 2,5 km    | rezerwat roślinny · pomnik przyrody | SPK „Puszcza Bukowa”, „Młyński Kamień” (Kamień Serce)                                       |                                                                    |
| 3,1 km    | przełęcz · źródło                   | SPK „Puszcza Bukowa”, dolina Zielawy, przełęcz Siodło Zielawy                               | Szlak przez Słupi Głaz im. Wojciecha Lipniackiego                  |
| 3,8 km    | szczyt · maszt                      | SPK „Puszcza Bukowa”, Bukowiec – 148,3 m n.p.m.                                             | Szlak Nadodrzański – odchodzi                                      |